# 백장 (지휘봉)
백장(白杖, 영어: White Rod, White Wand, Rod of Inauguration, 또는 Wand of Sovereignty)은 브리튼 제도의 게일족 왕과 영주의 정통적인 권한과 그들의 즉위식에 사용되는 가장 중요한 상징적인 하얀색 막대기다. 백장은 12세기의 서적 Life of Máedóc of Ferns에서 처음으로 기록하였지만 그 이전부터 사용되었다고 추측한다. 그러나 백장은 17세기 초반까지 사용되었다.

## 스코틀랜드
1707년 연합법이 통과되기 전에 스코틀랜드의 옛 의회에 백장수위관(Gentleman Usher of the White Rod)이 있었다.

## 같이 보기
- 지위로서의 막대기와 지팡이
- 상원흑장수위관